# 오도르헤이우세쿠이에스크

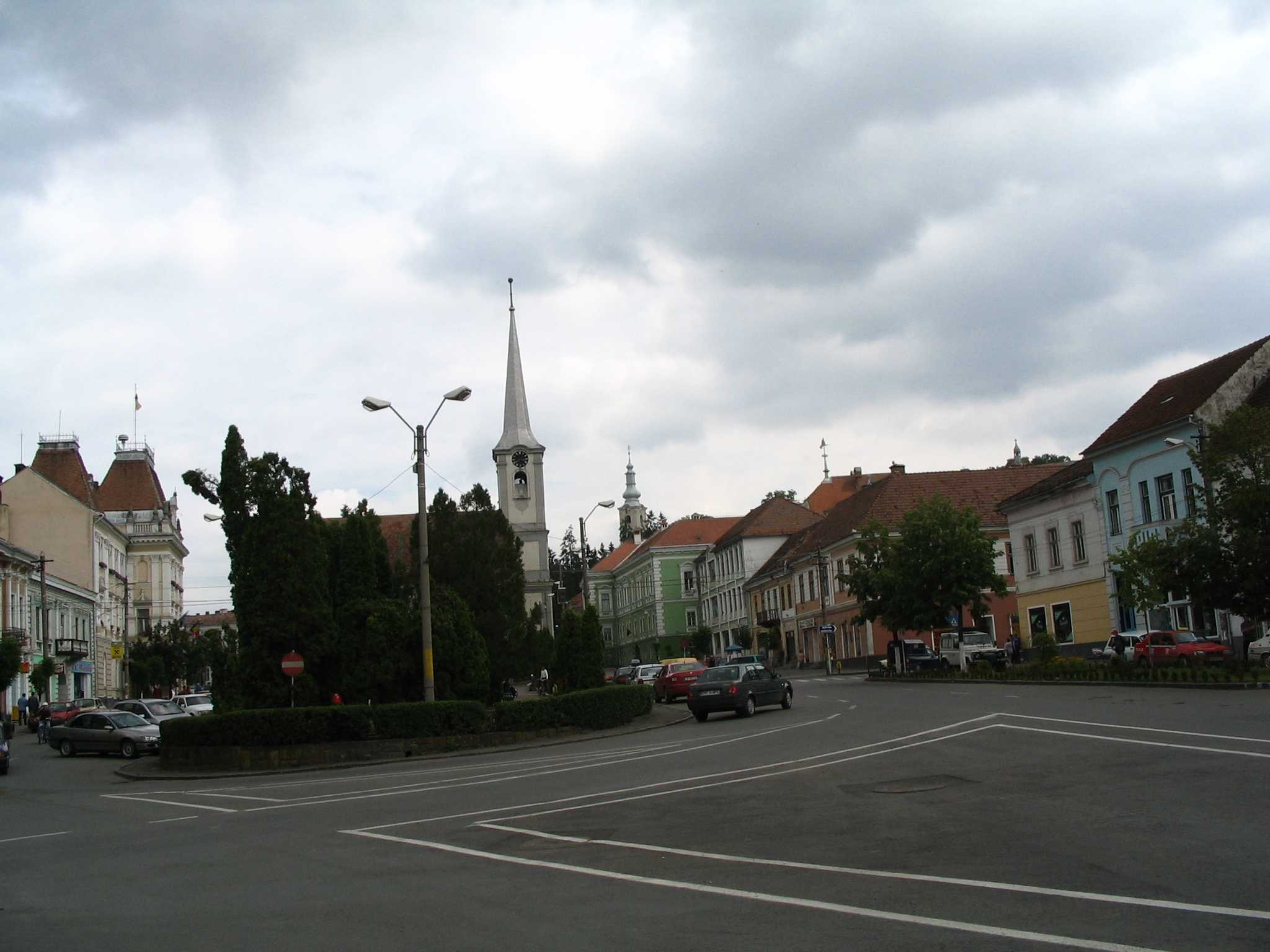
오도르헤이우세쿠이에스크

오도르헤이우세쿠이에스크(루마니아어: Odorheiu Secuiesc, 헝가리어: Székelyudvarhely 세케유드버르헤이[*], 독일어: Odorhellen 오도르헬렌[*])는 루마니아 하르기타주의 도시로 인구는 34,257명(2011년 기준)이며 하르기타 주에서 2번째로 큰 도시이다. 도시의 전체 인구 가운데 헝가리인이 차지하는 비율은 95.8%에 달하며 루마니아에서 헝가리인 인구가 3번째로 많은 도시이기도 하다.
1334년 교황에 등록된 문서에 처음 등장했으며 세케이인의 역사적 중심지 가운데 한 곳으로 여겨졌다. 1451년에 요새가 건립되었고 1615년에는 트란실바니아 공작을 역임하고 있던 베틀렌 가보르에 의해 자치시 지위를 부여받았다. 1920년 트리아농 조약이 체결되면서 루마니아에 편입되었다.

시 문장